# Phyllanthus laxiflorus
Phyllanthus laxiflorus är en emblikaväxtart som beskrevs av George Bentham. Phyllanthus laxiflorus ingår i släktet Phyllanthus och familjen emblikaväxter. Inga underarter finns listade i Catalogue of Life.